# Discografia de Girlicious
Este anexo lista a discografia do Girlicious, um grupo feminino norte-americano, consiste em dois álbuns de estúdio e sete singles.

## Álbuns

### Álbuns de estúdio
| Ano  | Título                                      | Maiores posições | Certificações  |
| Ano  | Título                                      | CAN              | Certificações  |
| ---- | ------------------------------------------- | ---------------- | -------------- |
| 2008 | Girlicious - Formatos: CD, download digital | 2                | - CAN: Platina |
| 2010 | Rebuilt - Formatos: CD, download digital    | 86               |                |

### Extended plays
| Ano  | Informação                                              |
| ---- | ------------------------------------------------------- |
| 2008 | Like Me / Stupid S*** - Lançamento: 22 de abril de 2008 |

## Singles
| 2008                               | "Like Me"          | 4  | 102 | —  | Girlicious |
| 2008                               | "Stupid Shit"      | 20 | —   | 11 | Girlicious |
| 2008                               | "Baby Doll"        | 55 | —   | —  | Girlicious |
| 2010                               | "Over You"         | 52 | —   | —  | Rebuilt    |
| 2010                               | "Maniac"           | 74 | —   | —  | Rebuilt    |
| 2010                               | "2 in the Morning" | 35 | —   | —  | Rebuilt    |
| 2011                               | "Hate Love"        | 59 | —   | —  | Rebuilt    |
| "—" denotes release did not chart. |                    |    |     |    |            |

### Outras canções
| Ano  | Canção          | Maiores posições | Álbum      |
| Ano  | Canção          | CAN              | Álbum      |
| ---- | --------------- | ---------------- | ---------- |
| 2008 | "Liar Liar"     | 43               | Girlicious |
| 2008 | "Still in Love" | 99               | Girlicious |

## Videoclipes
| Ano  | Canção        | Diretor                      |
| ---- | ------------- | ---------------------------- |
| 2008 | "Like Me"     | Steve Antin                  |
| 2008 | "Stupid Shit" | Robin Antin and Mikey Minden |
| 2008 | "Baby Doll"   | Matt McDermitt               |
| 2010 | "Maniac"      | Kyle Davison                 |